# Moss (stacja kolejowa)
Moss – stacja kolejowa w Moss, w regionie Østfold w Norwegii, jest oddalony od Oslo Sentralstasjon o 60,16 km. Leży na wysokości 3,8 m n.p.m.

## Ruch pasażerski
Należy do linii Østfoldbanen. Ze stacji odjeżdżają pozoągi zarówno dalekobieżne jak i lokalnej. Jest elementem  szybkiej kolei miejskiej w Oslo - w systemie SKM ma numer 550 i jest końcową stacją tej linii. Obsługuje lokalny ruch między Spikkestad, i Oslo. Pociągi lokalne odjeżdżają co pół godziny w szczycie i co godzinę poza szczytem. Stacja obsługuje ruch dalekobieżny do Kornsjø i dalej do Göteborga.

## Obsługa pasażerów
Poczekalnia, kasa biletowa, telefon publiczny, parking na 400 miejsc, parking rowerowy, kiosk, punkt obsługi niemowląt, ułatwienia dla niepełnosprawnych przystanek autobusowy, postój taksówek, przystań promowa w odległości 5 min..